# Gortinia
Gortinia (gr. Δήμος Γορτυνίας, Dimos Gortinias) – gmina w Grecji, w administracji zdecentralizowanej Peloponez, Grecja Zachodnia i Wyspy Jońskie, w regionie Peloponez, w jednostce regionalnej Arkadia. Siedzibą gminy jest Dimitsana. W 2011 roku liczyła 10 109 mieszkańców. Powstała 1 stycznia 2011 roku w wyniku połączenia dotychczasowych gmin: Dimitsana, Irea, Langadia, Trikoloni, Kondowazena, Tropea, Klitor i Witina.